# Товарищество «Искусство или смерть»
Товарищество «Искусство или смерть» — ретроспективная выставка «Товарищества „Искусство или смерть“», проходившая с 26 сентября по 25 октября 2009 года в московском Государственном музее современного искусства Российской академии художеств в рамках 3-й московской биеннале современного искусства. Куратор — Ольга Голованова.

## О проекте
Товарищество „Искусство или смерть“ сложилось в процессе деятельности группы молодых художников в Ростове-на-Дону в период 1986—1990 годов. В эти годы были проведены три скандально известные выставки, которые кристаллизировали идейную направленность группы. Дебют её был успешен на фоне кризиса поздней консервативной советской культуры. В провинции это воспринималось еще острее.
Группа включала в себя художников — В. Кошлякова, А. Тер-Оганьяна, Ю. Шабельникова, Н. Константинова, А. Кислякова, В. Слепченко, Ю. Палайчева, поэтов М. Немирова, И. Буренина, рок-музыканта С. Тимофеева, администратора В. Лисовского. Дружба художников сложилась еще в стенах Ростовского художественного училища им. М. Б. Грекова. Соединила же всех перестройка, рок-фестивали, андеграундная жизнь отверженных.
Название Товарищества „Искусство или смерть“ (к знаменитому революционному „Patria o Muerte“) — это принципиальное отношение к искусству. Искусство и никакой халтуры и компромиссов. Это был принцип жизни, который остался актуальным и сегодня.
Ретроспективная выставка Товарищества „Искусство или смерть“ это первая попытка выделить раннее творчество художников, признанных одними из важнейших фигур современного российского искусства В. Кошлякова, А. Тер-Оганьяна, Ю. Шабельникова. Более поздний период творчества этих художников известен зрителям и искусствоведам, зафиксирован в музейных коллекциях. Тем интереснее и важнее показать предпосылки, самое начало их развития, которое было не менее важным и ярким, чем последующая художественная карьера участников.
На выставке представлено более 200 не экспонировавшихся ранее произведений живописи, графики, инсталляций и объектов. Выставка сопровождается уникальными фотодокументами и видеоматериалами» — из аннотации выставки.
Закрытая презентация состоялась 21 сентября 2009 года. Презентация книги-каталога «Товарищество «Искусство или смерть»» состоялась там же 6 октября 2010 года.
По мнению некоторых искусствоведов, выставка «Товарищество „Искусство или смерть“» оказалась одной из сенсаций Третьей московской биеннале.
Выставка «Товарищество „Искусство или смерть“» вошла в шорт-лист V ежегодного всероссийского конкурса «Инновация» (2009) в номинации «Лучший кураторский проект».

## Участники проекта
- Александр Кисляков, художник.
- Николай Константинов (1961—2006), художник.
- Валерий Кошляков, художник.
- Александр Сигутин, художник.
- Василий Слепченко (1960—1991), художник.
- Леонид Стуканов (1947—1998), художник.
- Авдей Тер-Оганьян, художник.
- Сергей Тимофеев (1959—1993), художник, поэт, музыкант.
- Юрий Шабельников, художник.

## Выставленные работы
- А. Кисляков, «Граф» 
(портрет Л.А. Стуканова), к/г, 19х13, 1990
- Н. Константинов, «Присутствие». 
 Х/м, 141х200, 1985
- Л. Стуканов, «Весна», к/м, 117х101, 1988
- Л. Стуканов, «Чёрная речка», к/м, 70х56, 1985
- А. Тер-Оганьян, «Чайник», х/м, 60х40, 1986
- А. Тер-Оганьян, «Матисс. Голубая скатерть», х/м, 160х210, 1992
- Ю. Шабельников, «Lara», х/м, 177х150,5, 1990
- Ю. Шабельников, «Snyders», х/м/коллаж, 202х165, 1990

## Организаторы
- Департамент культуры города Москвы
- Российская академия художеств
- Московский музей современного искусства

При поддержке «Fondazione Volume!», Рим.

## Цитаты
- «Будет показан пласт, который не освещён вообще в московской культуре. Это было в 80-е—90-е годы, и мы не делали ни одной выставки архивного плана. Зритель увидит живопись Тер-Оганьяна, неизвестную в Москве, а ведь он тончайший живописец с огромной формалистической школой, которую не прошёл ни один молодой художник сегодня. Будут представлены ранний Шабельников, Константинов, мои работы» — Валерий Кошляков, «Winzavod Artreview»[6].

- «Последней остановкой на моем пути была выставка «Искусство или смерть» в Московском музее современного искусства на Гоголевском бульваре, где были показаны ранние картины и коллажи художественного сообщества из Ростова-на-Дону, которое в начале 1990-х завоевало Москву. Авдей Тер-Оганьян и Валерий Кошляков предстали на этой выставке совершенно невероятными мастерами кисти, удивительно созвучными духу 1980-х, несмотря на их тогдашнюю тотальную изоляцию от Западной Европы, где как раз в этот момент молодые немецкие «новые дикие» брали рынок штурмом. Но и в Ростове, вдали от любых рынков, люди делали на холсте столь же взрывные вещи. В ранних вещах Авдея Тер-Оганьяна есть неповторимая виртуозность, с которой он впоследствии систематически боролся, ставил её в различные контексты, дистанцировался от неё и даже варварски подрывал. А ранние коллажи Кошлякова вполне выдерживают сравнение с дадаистскими и неодадаистскими. Было также очень приятно, что краска на стенах в этом выставочном зале облезает. Можно только надеяться, что музей купит весь этот комплекс произведений до того, как его пожрут частные коллекционеры, которые все-таки и правда акулы, что бы там ни говорилось» — Давид Рифф, OpenSpace.Ru[7].

- «Куратору Ольге Головановой удалось не просто собрать две сотни раритетов музейного уровня, но и уговорить не то чтобы жирующих художников или их наследников не продавать ранние работы до этой выставки. То есть этот проект неплохо было бы перехватить Русскому музею и Третьяковской галерее — пока коллекционеры не расхватали «добезбожного» Тер-Оганьяна» — Анна Толстова, «Коммерсант»[8].

- «... логика бунта против любых институций привела Тер-Оганьяна к созданию собственной, вызывающей и издевательской «школы молодых авангардистов», а еще позже – к вынужденной эмиграции из России, после православной травли, устроенной против художника церковными общественниками, сочувствующими им чиновниками и прочими защитниками икон, которые Авдей публично рубил топором в московском Манеже» — Михаил Подзорный, Rabkor.Ru[9].

- «„Ростовская волна“ начала 1990-х — по чести, последнее, ну или предпоследнее, если последним считать московский акционизм, значительное событие в московском искусстве за все эти двадцать лет; ничего подобного по энергии так здесь больше и не случилось; ироничные эскапады Авдея Степановича в сторону классиков XX века, кажется, остались здесь последним веселым искусством, а реминисценции классических мотивов у романтичнейшего Валерия Николаевича Кошлякова — последней попыткой хотя бы напомнить о „большом стиле“» — Константин Агунович, Afisha.Ru[10].

- «Выставка именно о живописи — точнее, о беспардонном освоении группой наглецов живописной территории, принадлежавшей до тех пор гнусному советскому официозу либо в меньшей степени наследникам „духовного в искусстве“. Наглецы жили в провинциальном Ростове и слыхом не слыхивали о московском концептуализме, их бунт носил ретроспективный характер, ориентируясь на доступные изучению авангарды прошлого. Благодаря счастливой изоляции от новейших течений появилась целая плеяда отличнейших живописцев, производивших в больших количествах искусство в его максимально пластическом проявлении» — Александра Новоженова, АртХроника[11].